# Pavlovien

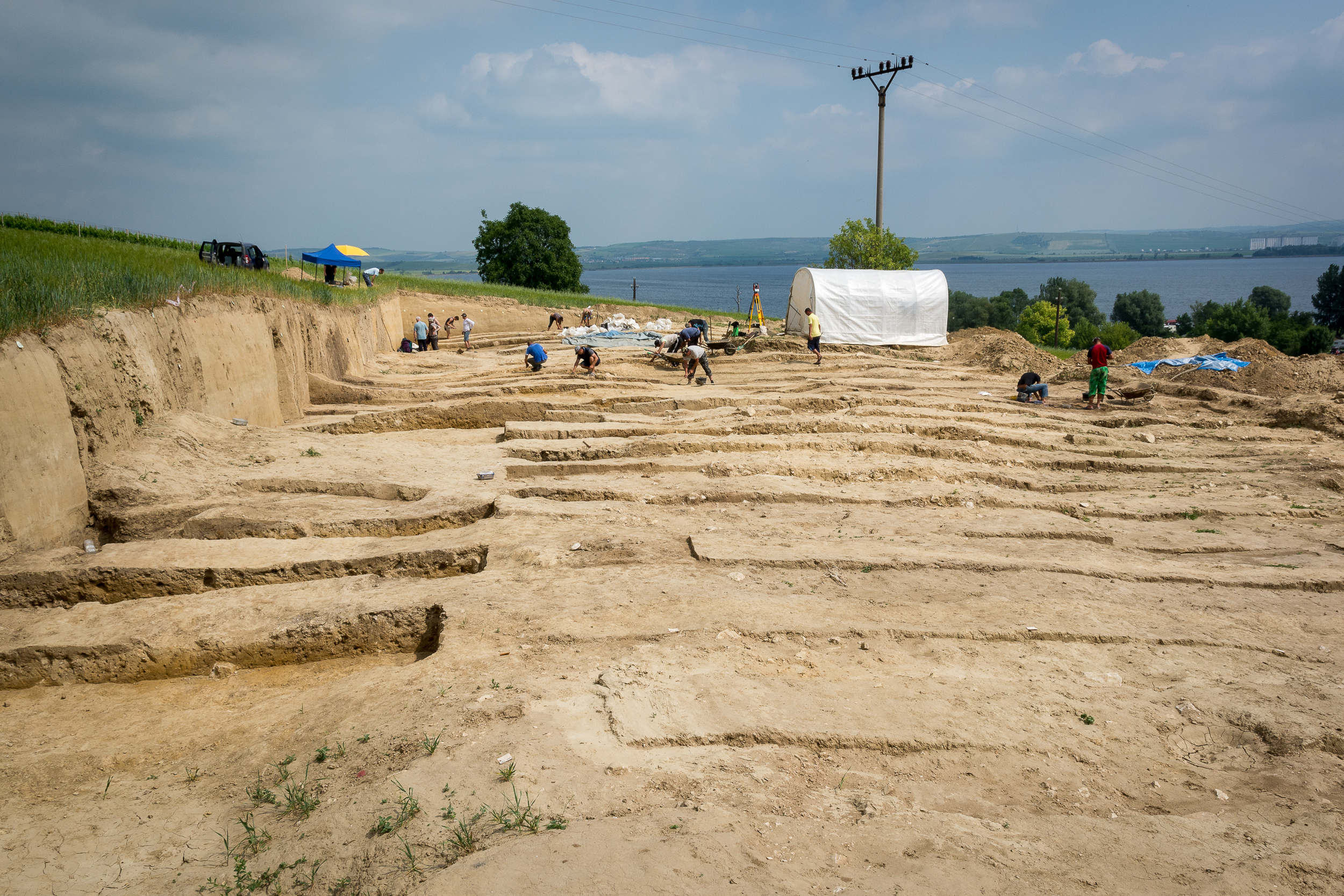
Die namengebende Fundstelle Pavlov I (2014)

Das Pavlovien ist eine regionale Ausprägung der jungpaläolithischen Kultur des Gravettiens. Der Begriff Pavlovien wurde 1959 von H. Delporte geprägt, nach Studien am umfangreichen Inventar von Knochenartefakten in Pavlov, Mähren. Der Begriff wird seitdem von einem Teil der Archäologen für Fundstellen in Mähren, Niederösterreich sowie der Slowakei verwendet. Andere Autoren verwenden auch hier den Begriff Gravettien, um die prinzipiell große Einheitlichkeit dieser archäologischen Kultur zu verdeutlichen.

## Archäologische Fundstellen
- Aggsbach in Niederösterreich
- Dolní Věstonice, Mähren (vgl. Venus von Dolní Věstonice und Dreifachgrab von Dolní Věstonice)
- Kamegg bei Gars am Kamp in Niederösterreich
- Moravany nad Váhom, Slowakei, (vgl. Venus von Moravany)
- Pavlov I, Mähren
- Krems-Wachtberg in Niederösterreich
- Willendorf in der Wachau (vgl. Venus von Willendorf)